# David Woodard
David James Woodard (/ˈwʊdɑːrd/ⓘ; Santa Barbara, 6 april 1964) is een Amerikaanse dirigent en schrijver. Tijdens de jaren 1990 bedacht hij de term prequiem, een porte-manteauwoord van preventief en requiem om het componeren van toegewijde muziek op de boeddhistische manier, die tijdens of net iets voor de dood van zijn lijdend voorwerp ten gehore wordt gebracht, te beschrijven. Woodard is opgeleid aan de New School for Social Research en UCSB.

## Herdenkingsdiensten
Herdenkingsdiensten in Los Angeles waarbij Woodard als dirigent of als muziekregisseur aanwezig was, omvatten een burgerceremonie uit 2001 in de inmiddels niet meer bestaande Angels Flight-kabelspoorbaan ter nagedachtenis van Leon Praport en zijn gewonde weduwe Lola.:125 Hij heeft ook requiems voor dieren in hun natuurlijke leefomgeving ten gehore gebracht, waaronder een voor een Californische bruine pelikaan op de top van een zandduin waar het dier was gevallen.:152–153 Hij staat erom bekend dat hij de voorkeur geeft aan gekleurde inkten bij het voorbereiden van een partituur.:173

### Prequiem voor Timothy McVeigh
Timothy McVeigh - die in 1995 een bomaanslag in Oklohoma City - vroeg Woodard een prequiemmis te houden aan de vooravond van zijn executie in Terre Haute, Indiana. Woodard erkende de daad van McVeigh maar hoopte dat diens ziel dankzij het muziekstuk naar de hemel kon gaan. Ook vergeleek hij McVeigh met Jezus. De compositie Ave Atque Vale werd uitgevoerd met een lokaal koperensemble in St. Margaret Mary Church, in de buurt van de federale gevangenis in Terre Haute, voor een publiek dat de getuigen van de volgende ochtend omvatte.:240–241 Het muziekstuk was oorspronkelijk geschreven voor Jack Kevorkian met als titel: Farewell to a Saint. Woodard wijzigde de titel om de nabestaanden van de aanslag niet te kwetsen.
Woodard staat bekend om zijn replica's van de Dreamachine, een licht psycho-actieve lamp, die in musea over de hele wereld zijn tentoongesteld. In Duitsland en Nepal staat hij bekend om zijn bijdragen aan het literaire tijdschrift Der Freund, inclusief artikelen die hij heeft geschreven over interspecies karma, het plantenbewustzijn en de Paraguayaanse nederzetting Nueva Germania.

## Nueva Germania
In 2003 werd Woodard in Juniper Hills (Los Angeles County) Californië verkozen tot raadslid van de gemeente. In deze hoedanigheid stelde hij een zusterstadrelatie voor met Nueva Germania in Paraguay. Om zijn plan kracht bij te zetten reisde Woodard naar de voormalige vegetarische/feministische utopie en ontmoette daar het bestuur van deze nederzetting. Na een eerste bezoek koos hij ervoor om deze relatie niet te intensiveren, omdat hij in de gemeenschap een studieobject voor zijn latere geschriften had gevonden. Wat hem vooral interesseert zijn de proto transhumanistische ideeën van de speculatieve designer Richard Wagner en Elisabeth Förster-Nietzsche, die samen met haar man Bernhard Förster tussen 1886 en 1889 de kolonie stichtten en daar ook leefden.:28–31
In 2004, met erkenning van de duurzame aspecten van Nueva Germania's stichtingsidealen, componeerde Woodard het koorlied "Our Jungle Holy Land".:41–50:hfst. 21
Van 2004 tot 2006 leidde Woodard talrijke expedities naar Nueva Germania. In 2011 verleende Woodard de Zwitserse schrijver Christian Kracht toestemming om hun omvangrijke persoonlijke correspondentie, die grotendeels ging over Nueva Germania,:113–138 in twee delen onder de naam Der Wehrhahn Verlag Universität Hannover te publiceren.:180–189 Van de briefwisseling zegt de Frankfurter Allgemeine Zeitung: "[Woodard en Kracht] vernietigt de grens tussen leven en kunst." Der Spiegel stelt dat het eerste deel, Five Years, vol. 1, "het spirituele voorbereidende werk" voor de latere roman Imperium van Kracht is.
Volgens Andrew McCann begon Woodard aan "een reis naar wat er nog over is van de plaats, waar nakomelingen van oorspronkelijke kolonisten onder drastisch gereduceerde omstandigheden leven" en werd hij verplaatst om "het culturele profiel van de gemeenschap te bevorderen en een miniatuur Bayreuth operahuis te bouwen op de plaats van wat ooit het familiehuis van Elisabeth Förster-Nietzsche was".

## Dreamachine
Van 1989 tot 2007 bouwde Woodard replica's van de Dreamachine, een stroboscopische uitvinding bedacht door Brion Gysin en Ian Sommerville. Daarbij draait een cilinder met sleuven, gemaakt van koper of papier, rond een elektrische lamp en wanneer die met gesloten ogen waargenomen wordt, kan de machine mentale aberraties veroorzaken, die vergelijkbaar zijn met een drugsintoxicatie of dromen.
Na het schenken in 1996 van een Dreammachine aan Los Angeles County Museum of Art visuele retrospectieve Ports of Entry van William S. Burroughs, raakte Woodard bevriend met de auteur en gaf hem voor zijn 83ste en laatste verjaardag een ‘Bohemian model’, een papieren model van de Dreamachine.:23 De voormalige machine werd in 2002 door Sotheby's aan een particuliere verzamelaar geveild en het laatste exemplaar van Burroughs is voor langere tijd uitgeleend aan het Spencer Museum of Art in Lawrence, Kansas.